# دوم متال
یکی از سبک‌های به وجود آمده در موسیقی متال سبک دوم متال (به انگلیسی: Doom metal) است که تحتِ تأثیر کارهای اولیهٔ گروه بلک سبث ظهور کرد.
دوم متال زیر شاخه‌ای از هوی متال است و زایده همان موسیقی با این تفاوت که ریف‌ها و ریتم‌ها تمپوی کمتری نسبت به سبک هوی متال دارد و صدای خواننده در این سبک معمولاً هارش تر است. گیتارها در این سبک معمولاً صداها و کوک‌های بم تری دارند. این سبک دارای موسیقی و معمولاً مضامین سنگین تری نسبت به هوی متال است و از نظر جایگاه موسیقایی در سبک متال جز سبک‌های عالی قدر و گرانمایه به حساب می‌آید.
یکی دیگر از تفاوت‌های سبک دوم متال با سبک‌های دیگر (جز دوم دث متال) که به صورت عرف در گروه‌های زیرمجموعه اش رایج است مضامین متفاوت آن با سبک‌های دیگر متال است. اکثر مضامین دوم متال به مسائل درونی (سبک بسیار درون‌گرا) می‌نگرد و نگاهش بیشتر به فلسفه زندگی است تا ظواهر و ابعاد بیرونی. همین امر باعث به وجود آمدن اشعار قوی، هنرمندان درون‌گرا و موسیقی سنگین شده‌است. همچنین معمولاً طرفداران این سبک از عوام نیستند و خاص به آن علاقه دارند.
بعد از بلک سبث گروه کندلمس که یک بند سوئدی است به صورت تخصصی به این سبک پرداخت و تأثیرات بسیاری بر این سبک گذاشت. (در واقع پیش از این گروه در کارهای گروه‌های هوی به ندرت ساخته‌هایی از سبک دوم متال می‌افتیم، اما این گروه به صورت تخصصی از سال ۱۹۸۶ این سبک را پیگیری کرد و بعد از به وجود آمدن این گروه گروه‌های دیگری هم به پیروی از موسیقی تکامل یافته آن‌ها سبک را پیگیری کردند تا بدانجا که در سال‌های بعد ترکیباتی از این موسیقی سبک‌های ترکیبی دیگری را به وجود آورد که در این میان دوم/دث متال و فیونرال از مشهورترین و ارزشمندترین سبک‌های به وجود آمده و زایده این موسیقی به حساب می‌آیند)
بسیاری از گروه‌های این سبک به جز دوم در سبک‌هایی مانند گاتیک و دث متال فعالیت می‌کنند. گروه‌های دهه ۸۰ که در میان این گروه‌ها به چشم می‌خورند نیز اکثراً در سبک هوی متال فعالیت داشته‌اند. همچنین برخی از این گروه‌ها در سبک استونر راک فعالیت‌هایی داشته‌اند یا بندهایی بودند که سبک اصلیشان یکی از سبک‌های یادشده بوده‌است و در کنار آن در این سبک نیز مشغول به فعالیت بوده‌اند.
دوم متال بیش از اینکه یک سبک باشد، یک چاشنی است که می‌توان آن را در بسیاری از سبک‌ها مثل دث متال دید. در واقع یافتن موسیقی که دوم متال خالص باشد بسیار سخت است بنابراین معمولاً آن را به زیر شاخه‌های دیگری مثل دث/دوم، فیونرال و … تقسیم می‌کنند. کشورهای اسکاندیناوی نظیر فنلاند و سوئد در این سبک بسیار هنرمندانه عمل می‌کنند. Swallow The Sun یکی از اصیل‌ترین نمونه‌های این سبک به‌شمار می‌رود.
تعیین مرز بین دوم و سبک‌هایی مثل گاتیک متال آسان نیست و در اغلب موارد همپوشانی دارد.